# Nigel Crisp
Pour les articles homonymes, voir Crisp.
Edmund Nigel Ramsay Crisp (né le 14 janvier 1952) est un ancien haut fonctionnaire britannique du ministère de la Santé, analyste des politiques publiques et cadre supérieur du NHS. Il reçoit une pairie à vie à sa retraite et siège en tant que crossbencher à la Chambre des lords . Il travaille et publie abondamment sur la santé mondiale et le développement international.

## Jeunesse et vie personnelle
Crisp fait ses études à l'Uppingham School, puis étudie la philosophie au St John's College de Cambridge .
Crisp est marié et père de deux enfants  et vit à la campagne près de Newbury.

## Carrière
Crisp rejoint le NHS en 1986 après une expérience dans le travail communautaire, où il travaille à Liverpool et dans le Cambridgeshire, et dans l'industrie et (de 1981 à 1986) est secrétaire et directeur d'Age Concern Cambridge . Il est ensuite directeur général des troubles d'apprentissage dans l'East Berkshire et part en 1988 pour devenir directeur général des hôpitaux Heatherwood et Wexham Park qui fournissent un large éventail de services hospitaliers généraux et de santé mentale dans l'East Berkshire. Il part à Oxford en 1993 pour devenir directeur général de l'Oxford Radcliffe Hospitals NHS Trust qui, à l'époque, regroupe les hôpitaux John Radcliffe et Churchill et est l'un des plus grands centres médicaux universitaires du pays. Crisp devient directeur régional de South Thames de l'exécutif du NHS en 1997 et directeur régional de Londres en 1999 .
Crisp est nommé cinquième directeur général du NHS et secrétaire permanent du ministère de la Santé le 1er novembre 2000. Il est différent de ses prédécesseurs ou successeurs dans la combinaison de ces postes. Le 8 mars 2006, Crisp annonce son intention de prendre sa retraite fin mars, reconnaissant les problèmes financiers de certaines parties du NHS comme une déception. Il est félicité par le premier ministre, Tony Blair, pour sa contribution aux soins de santé britanniques et est créé baron Crisp, d'Eaglescliffe dans le comté de Durham, le 28 avril 2006 . Il est remplacé par Sir Ian Carruthers, en tant que directeur général par intérim du NHS, et Hugh Taylor, directeur de la stratégie et du développement commercial, en tant que secrétaire permanent par intérim. Il est actuellement un membre du conseil consultatif au Collège de Médecine.
En 2016, une biographie de Tony Blair – Broken Vows: Tony Blair, The Tragedy of Power de l'auteur britannique Tom Bower, rapporte le commentaire de Ken Anderson : « Crisp n'avait aucun contrôle sur les coûts et n'avait aucune idée de ce qu'il fallait faire », à la suite de la l'enquête sur les raisons pour lesquelles les comptes du NHS avaient six mois de retard. Bowers décrit qu'après une évaluation par les consultants en gestion McKinsey & Company, Tony Blair et la secrétaire d'État à la Santé Patricia Hewitt décident de remplacer Crisp, et une pairie lui est proposée pour l'inciter à démissionner à l'âge de 54 ans .

## Santé mondiale et développement international
Nigel Crisp est très actif dans le domaine de la santé mondiale et du développement international depuis 2006 ; en publiant notamment en 2007 Global Health Partnerships - un rapport pour le Premier ministre sur ce que le Royaume-Uni peut faire de plus pour soutenir l'amélioration de la santé dans les pays en développement. Il copréside, avec la commissaire Bience Gawanas de l'Union africaine, un groupe de travail sur le renforcement de l'éducation et de la formation des agents de santé au nom de la Global Health Workforce Alliance qui aboutit à la publication de Scaling up, Saving lives in 2008. Il est fondateur, avec le ministère zambien de la Santé, de la Zambia UK Health Workforce Alliance en 2009. Il écrit et parle abondamment sur la santé mondiale et son livre Turning the world upside down - the search for global health a été publié en 2010.
Il préside Sightsavers International, copréside le Groupe parlementaire de tous les partis sur la santé mondiale, est Senior Fellow de l'Institute for Healthcare Improvement, Distinguished Visiting Fellow à la Harvard School of Public Health et professeur honoraire à la London School d'Hygiène et de Médecine Tropicale.
Il est nommé Chevalier Commandeur de l'Ordre du Bain (KCB) lors des honneurs du Nouvel An 2003 .

## Distinctions
- Chevalier commandeur de l'Ordre du Bain

## Livres
- Crisp, N. Tourner le monde à l'envers - la recherche de la santé mondiale au 21e siècle, Hodder Education, 2010
- Crisp, N. 24 hours to save the NHS: The Chief Executive's account of reform 2000 - 2006, Oxford University Press, 2011
- Crisp, N. & Omaswa, F (éd. ) Dirigeants africains de la santé : faire du changement et revendiquer l'avenir, Oxford University Press, 2014